# Тэджавон
Тэджавон (кор. 한한대사전 대자원 Хан-хан тэсаджон Тэджавон, «Словарь ханччи и хангыля „Тэджавон“») — однотомный корейский словарь китайских иероглифов, составленный коллективом авторов под руководством Чан Самсика. Охватывает приблизительно 20 тысяч иероглифов. Был выпущен издательством «Самсон Чхульпханса» в 1988 году. Словарные статьи имеют формат «иероглиф — чтение — разъяснение» (а не более традиционный «иероглиф — чтение — значение»). Приводятся начертания иероглифов разными каллиграфическими стилями. Неоднократно переиздавался: в 1993 году вышло шестое издание.